# Myotis elegans
Myotis elegans är en fladdermusart som beskrevs av Hall 1962. Myotis elegans ingår i släktet Myotis och familjen läderlappar. Inga underarter finns listade i Catalogue of Life.
Arten når en kroppslängd (huvud och bål) av 39 till 49 mm, en svanslängd av 27 till 35 mm och en vikt av 3 till 5 g. Den har 32 till 34 mm långa underarmar, 6 till 7 mm långa bakfötter och 12 till 13 mm stora öron. Ovansidan är vanligen täckt av rödbrun till orange päls och några exemplar har gråbrun päls på ryggen. Färgen av undersidans päls är ljusbrun till blek orange. Ansiktet kännetecknas av rosa-brun hud kring nosen och en tjock mustasch på övre läppen. Myotis elegans har en svart flygmembran.
Denna fladdermus förekommer i Centralamerika från södra Mexiko till norra Costa Rica. Den lever i låglandet och i kulliga områden upp till 750 meter över havet. Arten vistas i olika slags skogar. Den blir kort efter solnedgången aktiv.
För beståndet är inga hot kända. Hela populationen bedöms som stor och i utbredningsområdet finns flera skyddszoner. IUCN kategoriserar arten globalt som livskraftig.